# 統制型一〇〇式発動機

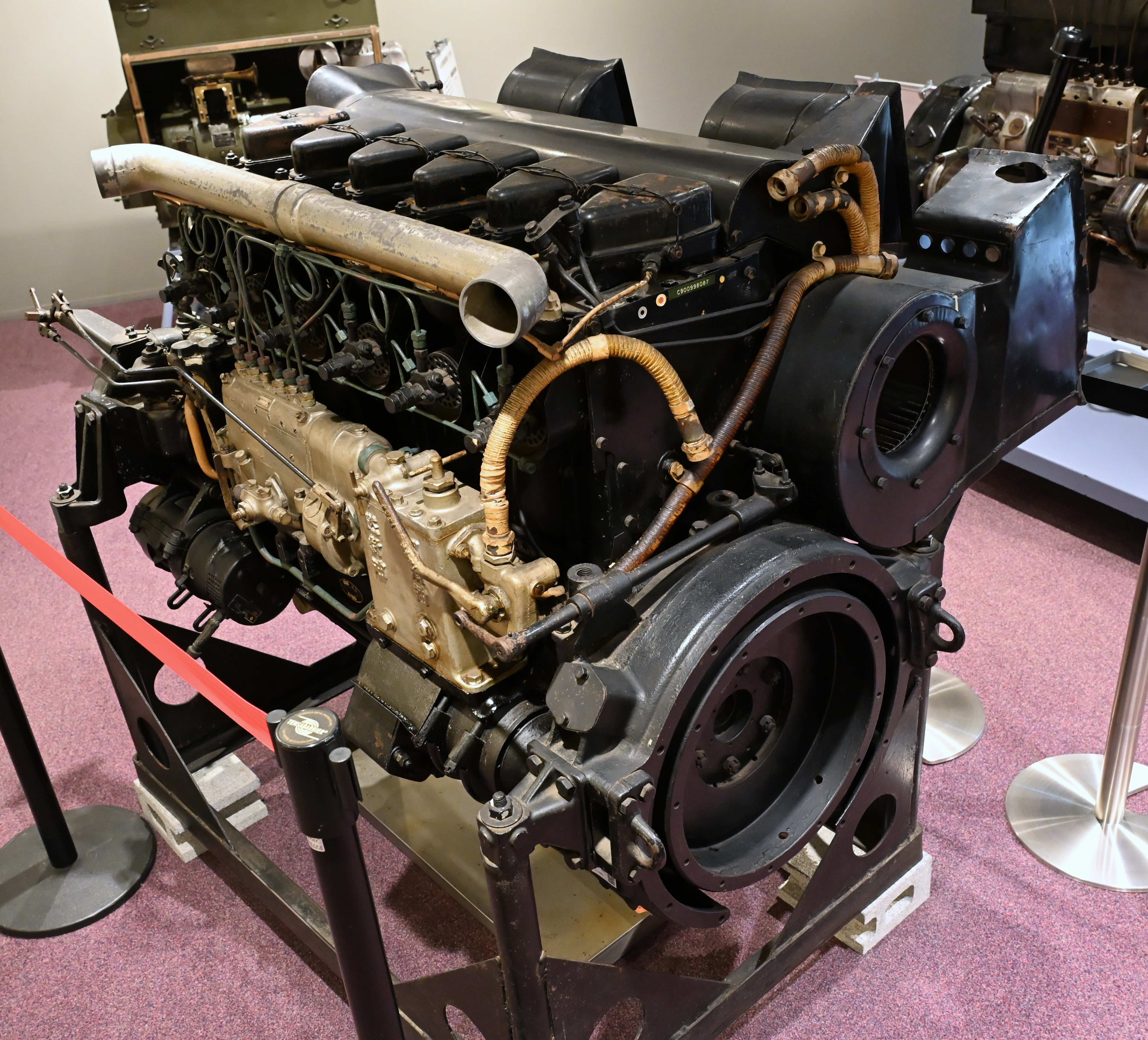
日野オートプラザに展示される日野重工製DB52型統制型一〇〇式空冷ディーゼルエンジン（1942年）

統制型一〇〇式発動機（とうせいがた100しきはつどうき）とは、大日本帝国陸軍が主導して第二次世界大戦時に開発した車両用の規格型ディーゼルエンジンの一種である。
多燃料ディーゼルエンジンの先駆けでもある。
本項目では軍用・民生用の統制型ディーゼルエンジン全般についても記述する。

## 概要
統制型ディーゼルエンジンは、当時陸軍中佐であった原乙未生を中心として1930年代後半から計画され、1939年（昭和14年） - 1940年（昭和15年）に車両用高速ディーゼル機関の共通仕様が陸軍省（軍用）により、1941年（昭和16年）には商工省（民生用）により策定された。部品の共用化などの生産性、整備性などを向上させ、併せてコストを下げるために、日本国内のエンジンメーカー各社共通のエンジン規格として制定されたものである。
統制型ディーゼルエンジンの基となったのは自動車工業で伊藤正男らによって開発された予燃焼室式を採用したDA40型水冷直列6気筒ディーゼルエンジン、DD6型水冷直列6気筒ディーゼルエンジン、及び予燃焼室式のDA6型空冷直列6気筒ディーゼルエンジン、DA10型空冷直列6気筒ディーゼルエンジンなどである。特にDA40型は排気量5,100 cc、出力85馬力と当時のディーゼルエンジンの中では優秀な性能であった。これらのエンジンをベースに開発された統制型ディーゼルエンジンの技術が各社に開示されることとなり、東京自動車工業、三菱重工、池貝自動車、日立製作所、新潟鉄工所、興亜重工業、昭和内燃機、羽田精機などの企業が生産を担当した。
また、陸軍側の働き掛けを受け、東京自動車工業、三菱重工、池貝自動車、神戸製鋼、新潟鉄工所など各社の共同出資により1939年（昭和14年）にヂーゼル機器(現ボッシュ株式会社（日本法人）)が設立され、同社でライセンス生産されたドイツ国のボッシュ社の燃料噴射装置（ボッシュA型噴射ポンプ）が各社の統制型ディーゼルエンジンの多くに採用されている。統制型ディーゼルエンジン制定以前には、各社で多種多様な燃料噴射ポンプが使用されており、共通化や調達の問題、さらには性能・品質面でも問題があったため、ヂーゼル機器の設立は統制型ディーゼルエンジンの普及、性能・品質維持にあたり重要な出来事であった。
統制型ディーゼルエンジンは、4サイクル機関であり、基本的にはボア（内径）、ストローク（行径）、燃焼室形式を統一した一種のモジュラー構造を想定していた。軍用として直列4気筒・直列6気筒・直列8気筒・V型8気筒・V型12気筒のエンジンが製造されて、戦車などに搭載された。また主に民生用として単気筒・直列2気筒・直列4気筒・直列6気筒・直列8気筒の水冷エンジンも製造された。後に海軍の特殊潜航艇「海龍」の搭載機関としても使用された。
空冷・水冷の両バージョンがあり、戦車や装甲車両用としてはシロッコファン冷却による空冷式が、また牽引車や自動車用、民生用としては水冷式が一般に用いられた。統制型一〇〇式エンジンは、標準規格では6気筒で120馬力、12気筒で240馬力を発揮した。
統制型一〇〇式エンジンに過給器を装備した試製エンジンは6気筒では150馬力、12気筒では300馬力を発揮した。
過給器の装着で約15 - 25 %出力を向上させることが可能であり、各種試作されている。
| 名称           | 気筒数 | 内径×行径（mm） | 排気量（l） | 出力（PS/rpm） | 過給器 | 試作・生産分担 | 用途・搭載車種                |
| -------------- | ------ | --------------- | ----------- | -------------- | ------ | -------------- | ----------------------------- |
| 3ℓ型（DA70型） | 直4    | 95×120          | 3.4         | 55/2500        |        | いすゞ         | 乗用車、発電機など            |
| 5ℓ型（DA40型） | 直6    | 95×120          | 5.1         | 85/2500        |        | いすゞ         | トラック、バス                |
| 8ℓ型（DA60型） | 直6    | 110×150         | 8.55        | 110/2200       |        | いすゞ         | 大型トラック、特殊潜航艇 海龍 |
| 一〇〇式       | 直1    | 120×160         | 1.8         |                |        | 興亜重工業     | 教育用                        |
| 一〇〇式       | 直2    | 120×160         | 3.6         |                |        | 昭和内燃機     | 小型トラクター                |
| 一〇〇式       | 直4    | 120×160         | 7.2         | 80/1800        |        | 羽田精機       | 農耕用トラクター              |
| 一〇〇式       | 直6    | 120×160         | 10.9        | 120/1800       |        | いすゞ         | 九八式六屯牽引車 ロケ         |
| 一〇〇式       | 直8    | 120×160         | 14.5        | 140/1800       |        | 日立製作所     |                               |
| 一〇〇式       | V8     | 120×160         | 14.5        | 160/1800       |        | 新潟鉄工所     | 試製中型牽引車 ハニ           |
| 一〇〇式       | V12    | 120×160         | 21.7        | 240/2000       |        | 日立製作所     | 試製重牽引車 チケ             |

牽引車のエンジンに水冷式が好まれたのは、負荷の大きい作業を耐久上の理由から低回転で行うため、特性上空冷式よりも重くなっても問題が少なく、空冷式と比べ耐久性があり、冷却効率に優れていたからである。また低回転で使用するため、ピストンに軽いアルミ製ではなく、重いが吹き漏れの少ない鋳鉄製のピストンが使用できたのも理由の一つである。
| 名称                 | 気筒数 | 内径×行径（mm） | 排気量（l） | 出力（PS/rpm） | 過給器 | 試作・生産分担 | 用途・搭載車種                                                                 |
| -------------------- | ------ | --------------- | ----------- | -------------- | ------ | -------------- | ------------------------------------------------------------------------------ |
| 一〇〇式             | 直4    | 120×160         | 7.2         | 80/2000        |        | 池貝自動車     | 試製一式小型牽引車 ソケ                                                        |
| 一〇〇式（日野DB52） | 直6    | 120×160         | 10.9        | 130/2000       |        | 日野重工       | 九八式軽戦車 ケニ、二式軽戦車 ケト、一式装甲兵車 ホキ、一式半装軌装甲兵車 ホハ |
| 試製                 | 直6    | 120×160         | 10.9        | 150/2000       | 有     | 日野重工       | 五式軽戦車 ケホ                                                                |
| 一〇〇式             | 直8    | 120×160         | 14.5        | 150/2000       |        | 三菱重工       |                                                                                |
| 一〇〇式             | V8     | 120×160         | 14.5        | 160/2000       |        | いすゞ         | 四式中型装軌貨車 チソ、試製七糎半対戦車自走砲 ナト、試製四式重迫撃砲 ハト      |
| 一〇〇式（三菱AC）   | V12    | 120×160         | 21.7        | 240/2000       |        | 三菱重工       | 一式中戦車 チヘ、三式中戦車 チヌ、装甲工作車 セリ                              |
| 試製                 | V12    | 120×160         | 21.7        | 300/2000       | 有     | 三菱重工       |                                                                                |
| 四式（三菱AL）       | V12    | 145×190         | 37.7        | 400/1800       |        | 三菱重工       | 四式中戦車 チト、試製十糎対戦車自走砲 カト                                     |
| 試製                 | V12    | 145×190         | 37.7        | 500/           | 有     | 三菱重工       | 五式中戦車 チリII                                                              |

大戦後半に入ると、1940年（昭和15年）に開発された従来の統制型一〇〇式では、過給器を装着した型でも最大出力は300 PSに留まり、重量25 - 30 tを超える戦車のエンジンとして使用するには性能不足となっていた。そのため、三菱が1943年（昭和18年）より新規に開発設計を行い、1944年（昭和19年）初頭に完成した三菱・AL型ディーゼルエンジンが、四式として新たに統制型ディーゼルエンジンに加えられた。四式中戦車に採用されたこの新型エンジンの特徴としては、空冷4サイクル、気筒を大型化して排気量を37,700 ccと増やし、整備性と冷却効率、信頼性を追求して設計された。三菱・AL型の諸元は、V型12気筒、412 HP/1,800 rpm、軸トルク200 mkg/1,100 rpm、最低燃料消費率198 g/PShであった。さらに五式中戦車チリII型などに搭載するため、四式ディーゼルエンジンに過給器を装着し、最大出力500 PSを発揮する型も試作されていた。
また、統制型ディーゼルエンジンに含まれるか否かについては現存資料が少なく不明であるが、四式（三菱・AL型）ディーゼルエンジンより大型のディーゼルエンジンとして、陸軍の依頼を受けた三菱重工によって1942年（昭和17年）より重戦車用（搭載車種不明）に、三菱・AJ型ディーゼルエンジンが開発中であった。試作された単気筒（排気量3,820 cc）の試験は成功したものの、V型12気筒の本体は未完成の状態で終戦を迎えた。三菱・AJ型ディーゼルエンジンの完成予定時の諸元は、空冷V型12気筒、内径160×行径190（mm）、排気量45,840 cc、500 PS/1,800 rpm（自然吸気）であった
。
統制型ディーゼルエンジンの燃焼室構造については予燃焼室式とした。これは燃料の汎用性の高さ ）と、圧縮比の低さによる製造しやすさ・扱いやすさを考慮したものであった。それらのメリットは出力、重量など性能面の不利と引き替えとなっていた。また、予燃焼室式はピストンやピストンリングの焼付きを起こしにくい、他式（直接噴射式など）よりも予熱栓（グロープラグ）の効果がエンジン始動に対して良く、極寒時の始動が容易いという利点や、他式よりも排気煙が出ない、騒音が低いという利点もあった。統制型ディーゼルエンジンの燃料消費率は約200 g/PSh前後であった。
統制型ディーゼルエンジンのデコンプ機構は、戦車向け大排気量空冷機関ではカムシャフト全体を軸方向にスライドさせる事で吸気カムを減圧カムに切り替えて吸気弁を全開状態にする手動式の可変バルブ機構が用いられており、これに予熱栓を組み合わせる事で寒冷下でも良好な始動性を実現していたが、鉛蓄電池の劣化などにより始動電動機のみでは十分な始動トルクが得られない場合は、スターティング・ハンドルによる人力回転を併用する事が指示されていた。民生向け水冷機関では予熱栓と共にロッカーアームを強制的に押し下げてバルブを全開状態にするより簡便なデコンプ機構が用いられ、統制型ディーゼルエンジンから発展し、戦後に建設機械向けに製造された三菱・D型ディーゼルエンジンではスターティング・ハンドルのみで始動可能なV型2気筒始動専用ガソリンエンジンを用いて主機関の始動を行うキャタピラー方式で過酷な環境での始動性を担保していた。

### 問題点
大量生産に入ってからの実用性能は概して不十分であった。製品としての基本的な問題点の全ては、当時の日本の燃料事情の悪さに加え、基礎工業力と技術力の低さに起因する。同時代に欧米で車両用として生産されていた同クラスの高速ディーゼルエンジンに比べると、日本の統制型ディーゼルは、モジュラー構造などの部品の共通性や燃料の汎用性の高さという利点と引き換えに、排気量や寸法・重量の割には低出力のものとなった。同時代に世界に先駆けて大型・大排気量・大出力エンジンの戦車搭載を実現していたソビエト連邦と比較すると、その差は歴然としており、エンジン出力性能の低さは、日本製戦車の低性能の一因であった。
他の多くの弱点をおしてもなお信頼性を強く優先した手堅い設計であったが、実際には部品精度の低さから、故障が少なくなかった。部品加工に際しても組み立て時に作業員がヤスリで部品を削りながらすり合わせをして組み立てるような状態だったため、組み立てに要する時間は欧米とは比べ物にならないほど長く、生産性は低かった。
日本陸軍がガソリンエンジンを嫌い、ディーゼルエンジン導入に世界でもいち早く踏み切った動機としては、ディーゼル機関の経済性・航続能力の高さ、整備性や信頼性における利点 のほか、ガソリンエンジン車両の場合、戦闘中の被弾爆発のおそれが高いのみならず、実際にビッカースC型中戦車の発火事故が起きたことによるところが大きかったが、元をただせば当時の部品精度やシーリングやパッキングの技術が未熟で、燃料漏れが日常茶飯事だったことに根本的な原因があった。その基礎工業力の脆弱さは、太平洋戦争時に至ってもなお解決せず、熟練工の不足や原材料の欠乏など、むしろ条件は悪化していたのである。

### 発展
統制型ディーゼルエンジンは、むしろ第二次大戦敗戦後に至ってから大きく発展することになった。すなわち、軍用車両エンジンを生産していた各メーカーの技術の習得と蓄積に寄与したのである。
各エンジンメーカーは大戦中から1950年代にかけて生産実績を積み、元々手堅い設計に徹していた統制エンジンに改良・改善を重ねることで、民生用に信頼性の高い高速ディーゼルエンジンを生産・開発できるようになっていった。
いすゞ自動車と日野自動車は、統制型ディーゼルエンジンの設計をベースに、戦後民生用に生産再開された大型バス・大型トラック用として水冷直列6気筒エンジンを多数製造・搭載したことで、大型ディーゼル自動車の普及を促進することになった。また、その他のエンジンメーカーの多くも、高速ディーゼルエンジン開発に際して統制型ディーゼルエンジンの影響を大きく受けている。
統制型ディーゼルエンジンは、日本における戦後の高速ディーゼルエンジンの発展に途を開いた。その系譜に連なるエンジンは、戦後復興期とその後の高度経済成長期にも改良・改善されつつ使用され、1980年代まで生産が続けられた。

## 共通仕様
- 4ストローク予燃焼室式
- ボア・ストローク：120 mm×160 mm（統制型一〇〇式）

## 参加企業
- 池貝鉄工所
- 三菱重工（後の三菱自動車→三菱ふそうトラック・バス）
- 石川島自動車（後のいすゞ自動車）
- 新潟鉄工所
- 日立製作所
- 東京瓦斯電気工業（後のいすゞ自動車、日野自動車）